# غريغ تشابيل
غريغ تشابيل (بالإنجليزية: Greg Chappell)‏ (7 أغسطس 1948 في أستراليا - ) هو لاعب كريكت أسترالي. شارك مع منتخب أستراليا الوطني للكريكت. أما مع النوادي، فقد لعب مع فريق جنوب أستراليا للكريكت ‏ ونادي مقاطعة سومرست للكريكت ‏ وفريق كوينسلاند للكريكت ‏.

## وصلات خارجية
- غريغ تشابيل على موقع إي آس بي آن كريك إنفو (الإنجليزية)
- غريغ تشابيل على موقع قاعة أستراليا للمشاهير الرياضية (الإنجليزية)